# Jiří Lechtýnský
Jiří Lechtýnský (* 25. listopadu 1947) je český šachista. Titul mezinárodního velmistra získal roku 1982. Třikrát úspěšně reprezentoval Československo na šachových olympiádách (1974, 1980 a 1986).